# Thygater paranaensis
Thygater paranaensis är en biart som beskrevs av Urban 1967. Thygater paranaensis ingår i släktet Thygater och familjen långtungebin. Inga underarter finns listade i Catalogue of Life.